# Tier 1网络
Tier 1网络（Tier 1 network）是一种仅通过免费对等互联（settlement-free interconnection、settlement-free peering）即可到达互联网所有其他网络的网际协议网络。Tier 1网络可以在无需为任意方向的流量交换支付任何费用下，与其他Tier 1网络交换流量。相比之下，部分Tier 2网络和所有Tier 3网络必须付费才能在其他网络上传输流量。
没有任何权威机构去定义参与互联网的网络层级。Tier 1网络最常见且广为接受的定义就是无需购买流量转接（Transit）或者为对等互联付费，就能将流量交换到互联网上所有其他网络。根据这个定义，Tier 1网络必须要是一个“过境免费”网络（transit-free network）（不需要购买流量过境转接），可以免费地与其他Tier 1网络实现对等互联，并到达互联网上的所有主要网络。并非所有过境免费网络都是Tier 1网络，因为可以通过为对等互联付费而实现过境免费，也可以在不需要到达互联网上的所有主要网络的情况下实现过境免费。
以此类推，另外一些层级的网络通常如下定义：
- Tier 2网络：与某些网络实现了免费对等互联，但仍需要购买流量转接或付费对等互联才能实现到达互联网的其他一些网络。
- Tier 3网络：只能通过购买流量转接或付费对等互联才参与到互联网的网络流量交换。

不同层级（Tier）的互联网服务供应商的网络之间关系

## 历史
最初的互联网骨干网是阿帕网（ARPANET），它为大多数参与这个网络的机构提供流量路由能力。1984年建立的英国JANET和1985年建立的美国国家科学基金会网络（NSFNET）为各自国家的高等教育机构提供不分学科的网络连接服务，这也催生了1989年出现的NSFNET骨干网。互联网可以定义为所有连接并能够与此骨干网交换互联网协议数据报的网络的集合。NSFNET计划及其资金（1986年至1995年为2亿美元）的分量如此之重，协议本身的质量如此之高，以至于到1990年ARPANET本身最终退役时，TCP/IP已经取代或边缘化了全球大多数其他广域计算机网络协议（参见协议战争）。
当互联网开始向商业市场开放时，出现了多家营利性互联网骨干网和接入提供商。网络路由架构随后变得分散，这意味着需要外部路由协议——特别是边界网关协议的出现。新的一级ISP及其对等连接协议，取代了由政府资助，于1995年4月30日正式终止的NSFNET计划。由NSFNET计划提供的地区网络寻求从这些现已不计其数的私营长途网络购买全国规模的互联网连接服务。

## 通过对等互联进行流量路由
一个双边私人对等互联协议通常涉及两个合作伙伴之间的直接物理链路。然后，从一个网络到另一个网络的流量主要通过该直接链路路由。
Tier 1网络可能与其他Tier 1网络有各种此类链路。对等互联建立在合作伙伴之间流量平等的原则上，因此合作伙伴之间可能会出现分歧，通常其中一个合作伙伴单方面断开链路，以迫使另一方接受付费方案。在21世纪的第一个十年中，这种破坏性的解除对等连接已经发生过几次。当这涉及到数百万客户的大型网络时，这可能会有效地分隔掉涉及的这些运营商的部分互联网，特别是如果他们决定不允许通过替代路由进行流量路由。这很大程度上不是一个技术问题，而是一个商业问题，其中一方利用另一方的客户作为人质来解决财务纠纷，以获得更好的谈判地位。在最坏的情况下，每个网络的单宿主客户将根本无法访问另一个网络。解除对等互联的一方希望，该决定对另一方网络的客户造成的损害要大于其自身客户，从而最终使谈判结果对自己有利。 较低级别的ISP和其他未参与争议的各方可能不受这种争议的影响，因为通常存在多条路由通往同一个网络。 上述争议通常还涉及无转接的对等连接，其中一个参与者仅与涉及彼此网络的另一个参与者交换数据——没有通过对方网络中转转接到互联网其他部分的数据。根据对等互联的严格定义和 Tier 1网络的严格定义，Tier 1 网络仅与其他Tier 1网络对等互联，没有通往任何地方的转接路由。 更实际地说，Tier 1 网络充当较低级别网络的传输网络，并且仅与提供足够规模的相同服务的其他Tier 1网络对等——实际上是真正意义上的“对等”。
更确切地说，对等互联是指两个网络之间公平、公正的数据交换，协议并不排除双方之间存在任何付费传输合同。在路由方面，无结算对等互联涉及的条件是不允许滥用对方网络，向其发送非目的地为该网络（即用于过境转发）的流量。然而，过境转发协议通常只适用于此类出站数据包。Tier 1网络供应商更接近互联网骨干网的中心，只会从其他Tier 1网络供应商购买转发服务，同时向所有级别的网络供应商出售转发服务。鉴于其庞大的网络，Tier 1供应商通常不参与公共互联网交换，而是向此类参与者出售转发服务并参与私有对等互联。
最合理的定义是，Tier 1网络供应商永远不会支付转发费用，因为所有Tier 1网络供应商的集合都向各地所有较低级别的网络供应商出售转发服务，而且因为：
- 所有Tier 1网络供应商都与全球其他所有Tier 1网络供应商对等互联，
- 对等协议允许访问所有转发客户，这意味着：
- Tier 1网络包含所有连接到全球互联网的主机。

因此，根据对等互联协议，任何Tier 1网络供应商的所有客户都可以访问所有其他Tier 1网络供应商的所有客户，而Tier 1网络供应商本身无需向其他网络支付传输费用。实际上，这意味任意两个Tier 1网络的双向流量的传输成本大致相等，因此无需为此支付任何费用。

## Tier 1网络列表
以下是基于CAIDA AS排名得出的属于Tier 1网络的列表，这些网络在IPv4和IPv6层面上实现了免付费对等互联。
| 名称                                                                                      | 总部所在地 | AS编号 | CAIDA AS 排名 | 光纤总里程（千米） | 对等互联政策                                               |
| ----------------------------------------------------------------------------------------- | ---------- | ------ | ------------- | ------------------ | ---------------------------------------------------------- |
| AT&T                                                                                      | 美国       | 7018   | 27            | 660,000            | AT&T Peering policy                                        |
| 德国电信全球承载网                                                                        | 德国       | 3320   | 18            | 250,000            | DTAG Peering Details                                       |
| GTT通信（GTT Communications）                                                             | 美国       | 3257   | 7             | 232,934            | GTT Peering Policy                                         |
| Liberty Global                                                                            | 荷蘭       | 6830   | 28            | 800,000            | Peering Principles                                         |
| 流明科技（前身CenturyLink,、Level 3）                                                     | 美国       | 3356   | 1             | 885,139            | Lumen Peering Policy                                       |
| NTT Communications（前身 Verio）                                                          | 日本       | 2914   | 4             | ?                  | Global Peering Policy （页面存档备份，存于）               |
| Orange                                                                                    | 法國       | 5511   | 11            | 495,000            | OTI peering policy （页面存档备份，存于）                  |
| PCCW Global                                                                               | 香港       | 3491   | 10            | ?                  | Peering policy （页面存档备份，存于）                      |
| 塔塔通信（Tata Communications） （之前为VSNL（Videsh Sanchar Nigam Limited）、Teleglobe） | 印度       | 6453   | 8             | 700,000            | Peering Policy （页面存档备份，存于）                      |
| Telecom Italia Sparkle（Seabone）                                                         | 義大利     | 6762   | 6             | 560,000            | Peering Policy （页面存档备份，存于）                      |
| Arelion（前身Telia Carrier）                                                              | 瑞典       | 1299   | 2             | 70,000             | Arelion's IP Network Peering Policy （页面存档备份，存于） |
| Telxius（西班牙电信子公司）                                                               | 西班牙     | 12956  | 15            | 65,000             | Peering Policy （页面存档备份，存于）                      |
| Verizon Enterprise Solutions（前身UUNET）                                                 | 美国       | 701    | 23            | 805,000            | Verizon UUNET Peering policy 701, 702, 703                 |
| Zayo集团（前身AboveNet）                                                                  | 美国       | 6461   | 9             | 196,339            | Zayo Peering Policy                                        |

网络情报公司ThousandEyes提到属于Tier 1网络的有：AT&T、Verizon、Sprint、NTT、Singtel、PCCW、Telstra、德国电信和英国电信。GTT通信提到属于Tier 1网络的有：Verizon、AT&T、 NTT、塔塔通信、德国电信、CenturyLink（前身Level 3，现在即流明科技）、Zayo集团，和GTT通信本身。Macronet Services在2023年的文章提到认为有8个属于Tier 1网络的是：流明科技、GTT通信、Arelion、Zayo集团、Telstra、Verizon、AT&T、Comcast、COLT。
2008年的一份报告显示，互联网流量对美国网络的依赖程度比以前有所降低。

## 其他主要网络
以下列出的是十分接近Tier 1网络性质的网络，因为它们已经通过免费对等互联实现连接了全球互联网的50%以上的网络，但仍有一些Tier 1网络的连接缺失或者需要为对等互联付费，所以技术上属于Tier 2网络。
| 名称                                                    | 总部所在地 | AS编号    | CAIDA AS 排名 | 原因 |
| ------------------------------------------------------- | ---------- | --------- | ------------- | --- |
| 中国电信                                                | 中國       | 4134/4809 | 143           | 从Level 3/AS3356、Cogent/AS174、Verizon/AS701购买了过境转发。                                                                |
| Singtel                                                 | 新加坡     | 7473      | 16            | 从Arelion/AS1299、Zayo/AS6461、Tata Communications/AS6453购买了过境转发。                                                    |
| Cogent Communications（前身 PSINet）                    | 美国       | 174       | 3             | 缺少对Hurricane Electric/AS6939的IPv6路由。但HE属于重内容网络，所以可能算是Tier 1网络。                                      |
| Hurricane Electric                                      | 美国       | 6939      | 5             | 从Arelion/AS1299购买了到GTT/AS3257、NTT/AS2914、Cogent/AS174、Tata/AS6453购买了IPv4过境转发。 缺少对Cogent/AS174的IPv6路由。 |
| RETN                                                    | 英国       | 9002      | 12            | 从Level 3/AS3356购买了过境转发。                                                                                             |
| Vodafone Carrier Services （前身 Cable & Wireless）     | 英国       | 1273      | 13            | 从Arelion/AS1299购买了到AT&T/AS7018的过境转发。                                                                              |
| Verizon Enterprise Solutions （前身 XO Communications） | 美国       | 2828      | 220           | 从Cogent Communications/AS1239购买了到Vodafone (CW)/AS1273和Telecom Italia Sparkle (Seabone)/AS6763的IPv6过境转发。          |
| Telstra                                                 |            | 4637      | 14            | 从Level 3/AS3356、Arelion/AS1299、Zayo/AS6461购买了过境转发。                                                                |
| Comcast                                                 | 美国       | 7922      | 29            | 从Tata Communications/AS6453购买了过境转发。                                                                                 |